# Naharayim

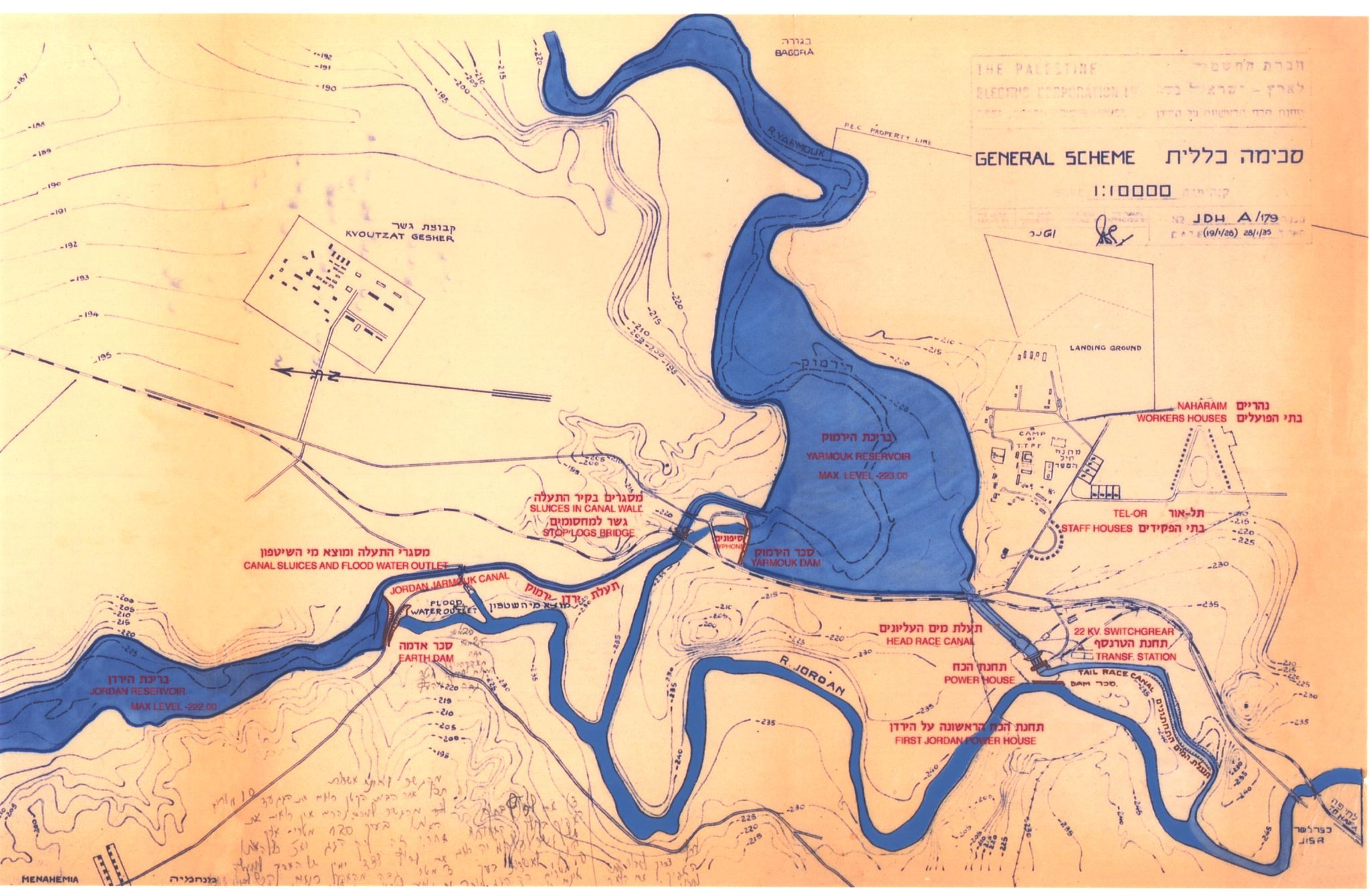
Schema generale della zona intorno alla prima centrale elettrica giordana

Naharayim (in ebraico נַהֲרַיִים‎? letteralmente "Due fiumi"), storicamente l'area Jisr Majami (in arabo جسر المجامع‎?, area del "Ponte dell'incontro"), dove lo Yarmuk confluisce nel Giordano, fu così chiamata dalla Palestine Electric Company in una lettera datata 27 febbraio 1929 alle Palestine Railways assegnando "idonei nomi" ai "diversi quartieri dei nostri lavori sulla Giordania" uno dei quali essendo "lavori completi comprendenti il campo di lavoro" da chiamare "Naharaim" e un altro che è la località della "Centrale elettrica e gli annessi uffici dello staff da chiamarsi Tel Or (in ebraico תל אור‎? – Collina di Luce). La maggior parte dell'impianto si trovava nell'Emirato della Transgiordania e si estendeva dal canale settentrionale vicino allo Ashdot Ya'akov, nella parte settentrionale della Palestina sotto mandato britannico
fino al Jisr el-Majami a sud.
L'area comprende la prima centrale idroelettrica giordana, costruita tra il 1927 e il 1933 nella zona adiacente al ponte romano noto come Jisr Majami. L'impianto, costruito dalla Pinhas Rutenberg, produceva gran parte dell'energia consumata nella Palestina sotto mandato britannico fino alla guerra arabo-israeliana del 1948. I canali e le dighe costruite per la centrale, insieme ai due fiumi, formavano un'isola artificiale. L'area residenziale è nota oggi come Qaryet Jisr Al-Majame (in arabo قرية جسر المجامع‎? – Villaggio del ponte della comunità).
Nel 1994 il trattato di pace tra Israele e Giordania riconobbe parte dell'area – nota nel trattato come "Naharayim/Baqura Area" o, secondo la mappa annessa al trattato e autenticata sia da Israele, sia dalla Giordania, come area Baqura/Naharayim – appartenente alla sovranità della Giordania totalmente, ma lasciò ai proprietari terrieri d'Israele libertà d'ingresso. 
La libertà d'ingresso, della durata di 25 anni ma rinnovabile, è terminata nel 2019. Il governo giordano annunciò la propria intenzione di por termine alla libertà d'ingresso; il trattato dà alla Giordania il diritto di così fare ma a una condizione: che la comunicazione di tale decisione venga data un anno prima dell'entrata in vigore, il che coincide con l'annuncio dato in ottobre 2018. La Giordania reclamò per sè Al-Baqoura nel novembre 2019, un anno dopo la dichiarazione di termine da parte del Governo della Giordania.

## Storia

### Jisr al Majami
Storicamente la sola struttura nell'area era il ponte romano di Jisr Majami. Un ponte ferroviario fu costruito parallelamente a esso all'inizio del 20º secolo per realizzare la ferrovia della valle di Jezreel, aperta nel 1905. Il ponte giocò un ruolo strategico durante la prima guerra mondiale; esso fu conquistato dal 19º Lanceri britannico durante la cattura di Afulah e Beisan (20 settembre 1918). Quando la concessione Rutenberg fu attivata, essa fu definita come area intorno a Jisr Majami.

### Centrale idroelettrica

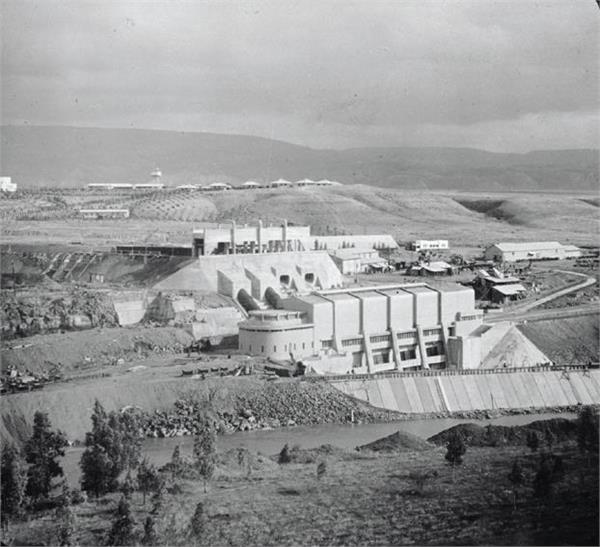
Prima centrale idroelettrica giordana, 1933 circa

Pinhas Rutenberg, un ingegnere russo sionista immigrato in Palestina nel 1919, dopo aver sottoposto il piano per la costruzione di 13 centrali idroelettriche al movimento sionista e assicurato il suo finanziamento, ebbe la concessione da parte delle Autorità britanniche di produrre energia elettrica, prima dalle acque dello Yarkon vicino a Tel Aviv, e poco dopo, di utilizzare tutte le acque correnti nella Palestina occidentale.
Naharayim fa parte di 6000 dunam (600 ha) venduti alla Palestine Electric Corporation (PEC), gestita da Pinhas Rutenberg.
Il sito di Naharayim fu scelto per il forte flusso di acqua e la possibilità di regolarlo mediante l'accumulo nel lago di Tiberiade durante la piovosa stagione invernale e il rilascio della riserva d'acqua in estate. La costruzione ebbe inizio nel 1927 e proseguì per cinque anni, fornendo impiego a 3000 lavoratori. Il luogo fu chiamato Naharayim, termine ebraico per "Due Fiumi".

### Villaggio per i lavoratori

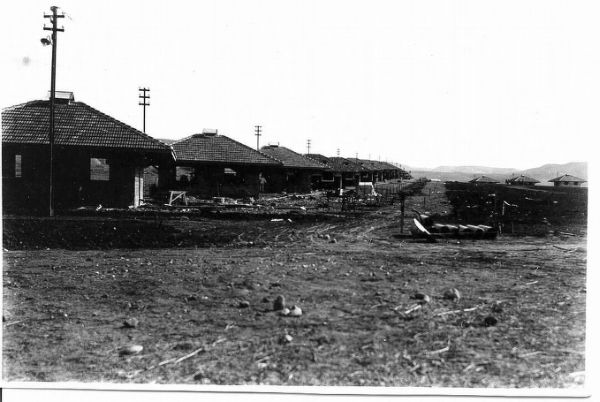
Case del villaggio per i lavoratori, 1932/1933

Nelle vicinanze fu eretto un villaggio residenziale per ospitare gli impiegati. Esso fu l'unico villaggio ebraico in Transgiordania per quei tempi e fu progettato per la residenza degli impiegati permanenti della centrale elettrica e le loro famiglie e con lo scopo di creare un villaggio agricolo al confine orientale della Terra di Israele.
Dipendenti della centrale elettrica coltivavano anche migliaia di dunam di terra e vendevano i relativi prodotti a un supermercato di una compagnia di lavoratori in Haifa. A causa del suo relativo isolamento e nonostante il limitato numero di famiglie residenti, il villaggio comprende una clinica, un giardino d'infanzia e anche una scuola, fondata da Yosef Hanani per i figli dei dipendenti.
Le famiglie dei dipendenti a Tel Or furono evacuate dall'insediamento in aprile 1948, lasciandovi solo i lavoratori con carta d'identità giordana.
A seguito di una prolungata battaglia tra forze degli Ebrei palestiniani e la Legione Araba transgiordana del luogo, ai residenti rimasti di Tel Or fu dato un ultimatum: arrendersi o lasciare il villaggio. Tel Or fu abbandonata dai residenti, che furono evacuati in aree sotto il controllo ebraico attraverso il fiume.
Durante la guerra del 1948, 70 famiglie arabe palestinesi da un villaggio a pochi metri di distanza dal lato palestinese del fiume Giordano popolò il luogo abbandonato.

### Diplomazia degli anni 1947/8
Nel portare a compimento la fine del mandato britannico sulla Palestina e l'indipendenza israeliana, Naharayim fu la sede per un incontro tra Golda Meir e il re Abd Allah I il 17 novembre 1947. Ci fu un secondo incontro ad Amman il 10 maggio 1948, dopo l'incidente di Gesher, nel tentativo da parte della leadership ebraica di evitare la partecipazione giordana alla guerra.

### Guerra del 1948

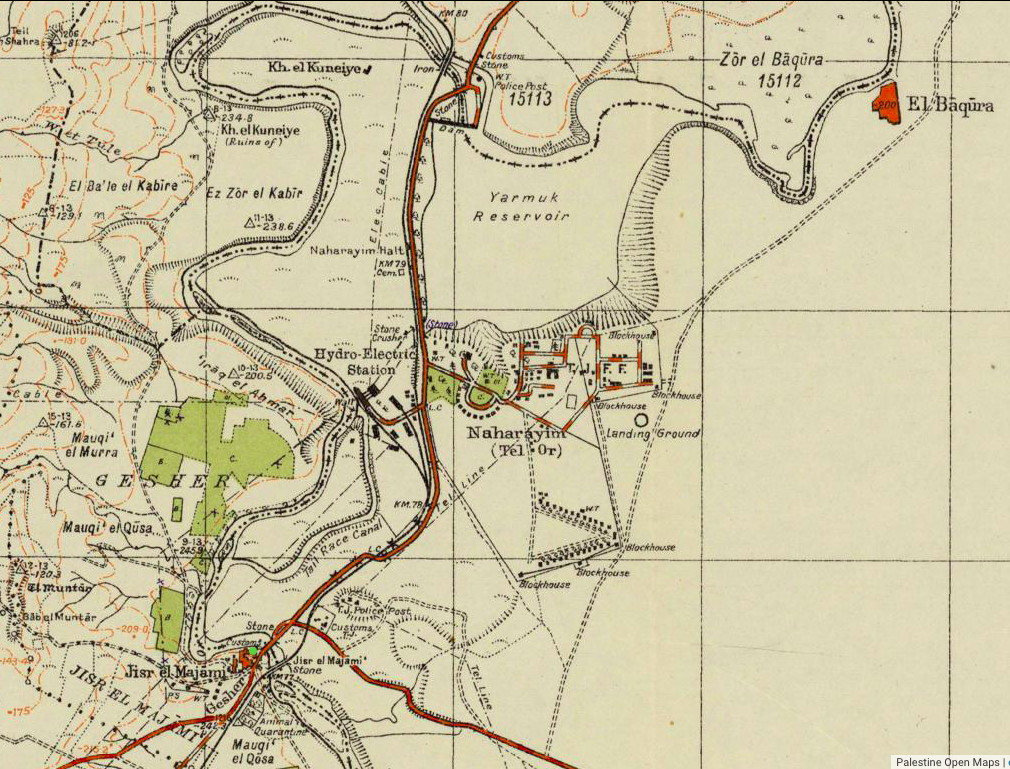
Indagine degli anni 1940 sulla Palestina: mappa della zona

Il 27 aprile 1948, in violazione dell'accordo del novembre 1947 tra Golda Meir e Re Abdallah, il 4º battaglione della Legione araba lanciò un attacco di mortai e artiglieria sul forte di polizia Naharayim e sul Kibbutz di Gesher (sul lato palestinese del confine). La sera del 27 aprile, la Legione cominciò a bombardare il forte e il kibbutz, intensificando l'attacco il giorno successivo. Molti edifici del kibbutz furono distrutti.
Il mattino del 29 aprile un ufficiale della Legione chiese l'evacuazione del forte, ma fu respinto. Dopo le proteste presso l'amministrazione britannica del mandato, il bombardamento fu interrotto e Abdullah fu rimproverato per "aggressione contro il territorio della Palestina." Sebbene l'attacco avesse costituito una violazione delle intese, un ufficiale britannico della Legione sostenne successivamente che si era trattato di un malinteso locale. L'impeto dell'attacco diede la misura con cui gli insediati della fortezza della polizia che i Britannici avevano invitato Glubb Pasha a prendere il controllo. L'intesa sarebbe fallita salvo che Abdullah disse al figlio Talal di fermare l'attacco. Alla vigilia dell'attacco 50 bambini del kibbutz furono evacuati, prima nel Ravitz Hotel sul Monte Carmelo, e poi presso il monastero francese del 19º secolo ai piedi dell'Ospedale Rambam nei pressi di Bat Galim, vicino ad Haifa, dove essi vissero per i successivi 22 mesi.
Un brigata irachena tentò un'invasione a Naharayim il 15 maggio 1948, in un tentativo, mancato, di occupare il kibbutz e il forte. La centrale elettrica fu occupata e saccheggiata dalle forze irachene.
Per prevenire gli attacchi dei carri armati iracheni contro i villaggi ebraici nella valle del Giordano, furono aperte le chiuse della diga del Degania. La corrente di acqua che rese più profondo il fiume in quel momento, fu strumentale nel bloccare l'incursione giordano-irachena.

## Linea di armistizio del 1949

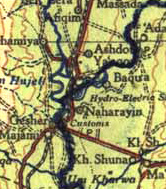
La linea dell'armistizio come mostrato nella mappa ufficiale

Sebbene l'accordo armistiziale del 1949 fra Israele e Giordania non menzionasse esplicitamente questa regione, la mappa allegata all'accordo mostrava che la linea dell'armistizio tagliava fuori un angolo della Giordania tra i due fiumi (oggi Isola della Pace). Quando Israele inviò forze militari in quest'angolo nell'agosto 1950, la Giordania inviò una lamentela al Consiglio di sicurezza delle Nazioni Unite. Secondo la Giordania, la mappa era stata impropriamente alterata rispetto all'originale concordato fra le parti, non era firmata adeguatamente e in ogni caso l'accordo armistiziale non aveva mai inteso alterare il territorio della Giordania. Israele rispose che non aveva importanza come la mappa era diventata com'era, poiché solo la versione finale era impegnativa per le parti. Il Consiglio di Sicurezza allora chiese a Ralph Bunche, che era stato il mediatore per le Nazioni Unite ai negoziati per l'armistizio a Rodi. Egli disse che le parti avevano portato mappe a Rodi da precedenti negoziati informali e che esse erano state riportate manualmente su una mappa al 1:250,000. Egli non riusciva a spiegarsi perché una parte della Giordania era stata tagliata fuori ed era certo che quella mappa non era stata portata negli incontri formali. Comunque, era sua opinione che, sebbene la regione fosse rimasta nel territorio giordano, si trovava dal lato israeliano della linea di armistizio poiché la mappa era parte integrante dell'accordo firmato da entrambe le parti .

## Trattato di pace e diritti di proprietà

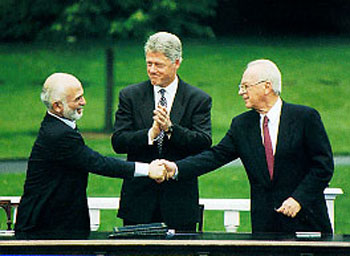
Re Hussein (Giordania) e il Primo Ministro Rabin (Israele) si stringono la mano in occasione del Trattato di Pace del 1994 sotto lo sguardo del Presidente degli Stati Uniti Bill Clinton

Due kibbutz, Ashdot Ya'akov Meuhad e Ashdot Ya'akov Ihud, lavoravano circa 820 dunam (82 ha) su un'isola (oggi Isola della Pace) che era parte della terra PEC, che era in mani israeliane a seguito della firma del trattato di armistizio del 1949. Il complesso dei 6000 dunam, comprendenti gli impianti distrutti, rimasero in mani giordane e furono posti sotto il Guardiano della Proprietà del Nemico. Nel Trattato di Pace Israele–Giordania del 1994, la sovranità giordana sull'area di 820 dunam fu confermata, ma Israele mantenne la proprietà privata sulla terra e furono presi provvedimenti speciali per consentire il libero transito a Israele e proteggere i suoi diritti di proprietà.
Il re giordano Abdullah II disse che dalla domenica 10 novembre 2019 ai contadini israeliani non sarebbe stato consentito l'accesso alle terre senza un visto successivo alla fine del trattato.

## Il parco della pace
I resti della centrale elettrica fanno parte del Parco della Pace del Fiume Giordano a sud dell'Isola della Pace sul confine tra Israele e Giordania. Il progetto è capeggiato dalla trilaterale NGO EcoPeace Middle East, con quartier generale a Tel Aviv, Betlemme e Amman.

## Massacro del 1997

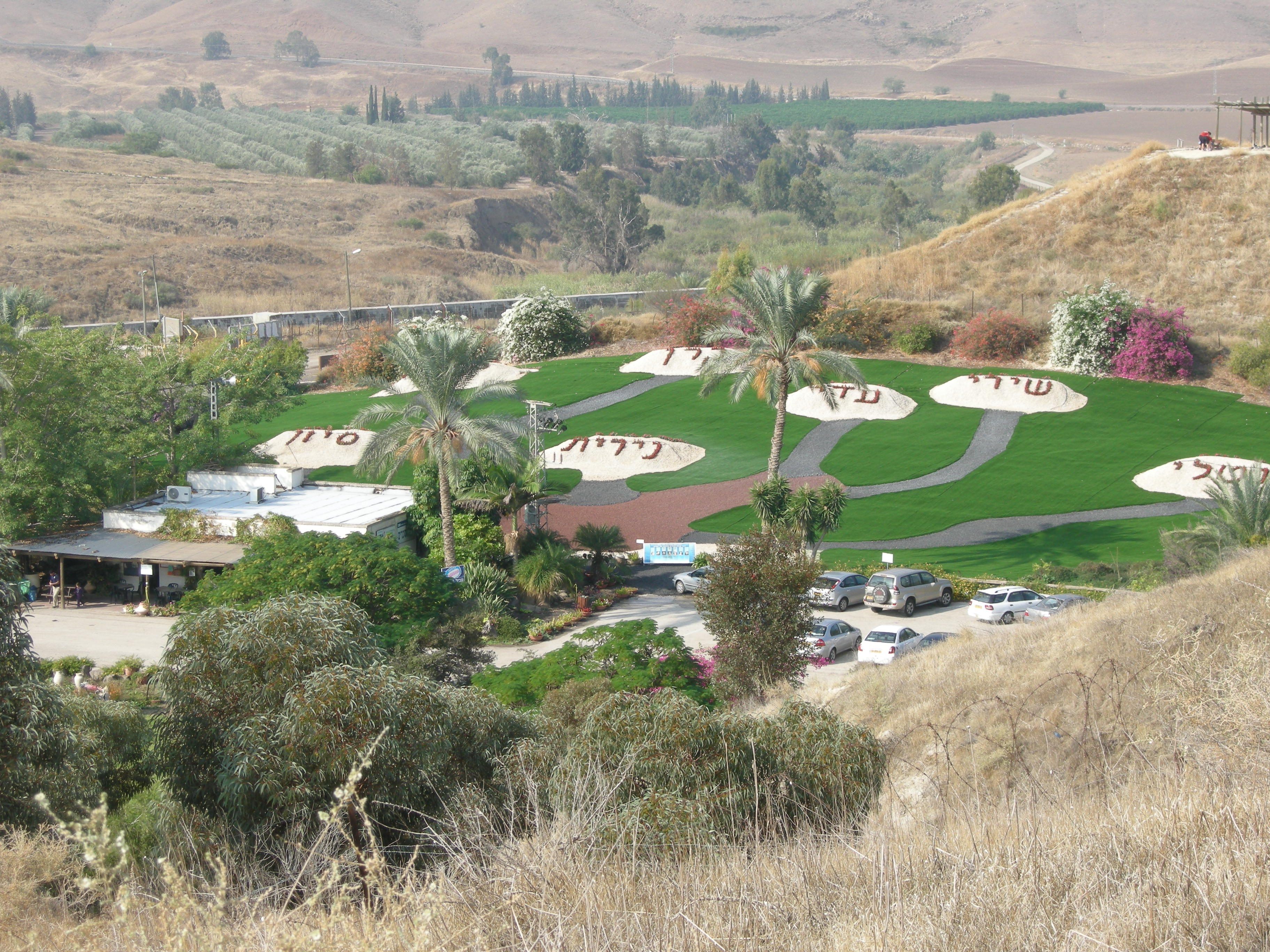
Naharayim: memoriale per le vittime del massacro dell'Isola della Pace

Il 13 marzo 1997, una classe di scuola media da Beit Shemesh era in viaggio diretta alla valle del Giordano e all'Isola della Pace. Un soldato giordano, Ahmed Daqamseh, aprì il fuoco sugli scolari, uccidendo sette ragazzine tra i 13 e i 14 anni di età e ferendone gravemente altre sei. Re Hussein di Giordania andò a Beit Shemesh per esprimere le proprie condoglianze e chiedere perdono a nome del proprio Paese, un passo che fu visto come toccante e allo stesso tempo coraggioso. Daqamseh fu processato da un tribunale militare giordano, condannato a venti anni di prigione, dalla quale fu rilasciato il 12 marzo 2017, dopo aver scontato interamente la pena.